# Euroligue féminine de basket-ball 1997-1998
Navigation
1996-1997 1998-1999
L’Euroligue 1997-1998 est la 40e édition de l’Euroligue féminine, la deuxième sous cette dénomination. Elle met aux prises les seize meilleures équipes de basket-ball du continent européen.
Le CJM Bourges, tenant du titre, remporte la compétition pour la deuxième année consécutive après avoir battu le club espagnol de Pool Getafe en finale.

## Équipes participantes et groupes
| Groupe A Sporting Athènes CJM Bourges FTC Diego Budapest Côme Pool Getafe ŽKD Ježica Ljubljana CSKA Moscou SCP Ružomberok | Groupe B BK Brno Galatasaray Lavezzini Parma MiZo Pécs Valenciennes Hemofarm Vrsac GoldZack Wuppertal Kozatchka-ZAlK Zaporijjia |

## Résultats
Les résultats des 126 matches disputés sont les suivants :

### Tour préliminaire

#### Groupe A
| Rang | Équipe                     | Pts | J  | G  | P  | Pp   | Pc   | Diff |  | Résultats (dom.\ext.)      |       |       |       |       |       |        |       |       |
| ---- | -------------------------- | --- | -- | -- | -- | ---- | ---- | ---- |  | -------------------------- | ----- | ----- | ----- | ----- | ----- | ------ | ----- | ----- |
| 1    | Pool Getafe                | 25  | 14 | 11 | 3  | 1052 | 897  | 155  |  | Pool Getafe                |       | 52-67 | 69-58 | 76-73 | 75-69 | 82-57  | 68-54 | 92-65 |
| 2    | CJM Bourges Basket         | 24  | 14 | 10 | 4  | 997  | 807  | 190  |  | CJM Bourges Basket         | 69-75 |       | 57-54 | 76-63 | 73-51 | 88-55  | 88-47 | 72-58 |
| 3    | Societa Ginnastica Comense | 24  | 14 | 10 | 4  | 961  | 869  | 92   |  | Societa Ginnastica Comense | 61-54 | 65-63 |       | 87-73 | 75-46 | 72-58  | 75-67 | 86-55 |
| 4    | SCP Ružomberok             | 22  | 14 | 8  | 6  | 1040 | 975  | 65   |  | SCP Ružomberok             | 75-86 | 53-82 | 87-64 |       | 64-47 | 101-72 | 80-51 | 73-61 |
| 5    | CSKA Moscou                | 22  | 14 | 8  | 6  | 917  | 911  | 6    |  | CSKA Moscou                | 79-72 | 64-56 | 73-65 | 59-74 |       | 54-62  | 84-59 | 66-57 |
| 6    | ŽKD Ježica Ljubljana       | 21  | 14 | 7  | 7  | 908  | 993  | -85  |  | ŽKD Ježica Ljubljana       | 51-76 | 69-60 | 55-60 | 87-80 | 43-61 |        | 77-74 | 78-69 |
| 7    | Sporting Flash Athènes     | 15  | 14 | 1  | 13 | 811  | 1043 | -232 |  | Sporting Flash Athènes     | 58-86 | 41-78 | 41-59 | 53-63 | 69-75 | 52-67  |       | 79-73 |
| 8    | FTC Diego Budapest         | 15  | 14 | 1  | 13 | 905  | 1096 | -191 |  | FTC Diego Budapest         | 61-89 | 60-68 | 71-80 | 74-81 | 67-89 | 64-77  | 70-66 |       |

#### Groupe B
| Rang | Équipe                    | Pts | J  | G  | P  | Pp   | Pc   | Diff |  | Résultats (dom.\ext.)     |       |       |       |       |       |       |       |        |
| ---- | ------------------------- | --- | -- | -- | -- | ---- | ---- | ---- |  | ------------------------- | ----- | ----- | ----- | ----- | ----- | ----- | ----- | ------ |
| 1    | US Valenciennes Olympic   | 25  | 14 | 11 | 3  | 1029 | 871  | 158  |  | US Valenciennes Olympic   |       | 79-70 | 85-65 | 77-53 | 59-64 | 74-53 | 85-72 | 87-66  |
| 2    | Imnos-Gambrinus Brno      | 24  | 14 | 10 | 4  | 1091 | 965  | 126  |  | Imnos-Gambrinus Brno      | 64-65 |       | 93-86 | 66-59 | 73-50 | 79-58 | 78-67 | 103-72 |
| 3    | GoldZack Wuppertal        | 22  | 14 | 8  | 6  | 1078 | 1044 | 34   |  | GoldZack Wuppertal        | 56-73 | 86-67 |       | 83-76 | 76-61 | 77-82 | 76-63 | 91-67  |
| 4    | KK Hemofarm Vršac         | 22  | 14 | 8  | 6  | 980  | 974  | 6    |  | KK Hemofarm Vršac         | 73-72 | 81-76 | 75-80 |       | 75-46 | 67-56 | 64-63 | 79-62  |
| 5    | Galatasaray Istanbul      | 21  | 14 | 7  | 7  | 929  | 946  | -17  |  | Galatasaray Istanbul      | 56-54 | 62-68 | 64-74 | 88-72 |       | 66-63 | 92-72 | 93-59  |
| 6    | Lavezzini Parma           | 20  | 14 | 6  | 8  | 937  | 975  | -38  |  | Lavezzini Parma           | 62-75 | 66-78 | 70-64 | 46-60 | 63-58 |       | 75-71 | 82-56  |
| 7    | MiZo Pécs                 | 19  | 14 | 5  | 9  | 1020 | 1066 | -46  |  | MiZo Pécs                 | 59-71 | 70-87 | 81-73 | 82-62 | 74-63 | 83-81 |       | 86-76  |
| 8    | Kozatchka-ZAlK Zaporijjia | 15  | 14 | 1  | 13 | 958  | 1181 | -223 |  | Kozatchka-ZAlK Zaporijjia | 58-73 | 64-89 | 87-91 | 77-84 | 64-66 | 67-80 | 83-77 |        |

### Quarts de finale
Les équipes s'affrontent au meilleur des trois manches. Le match aller ainsi que la belle éventuelle se jouent chez l'équipe la mieux classée lors de la saison régulière, le match retour chez l'équipe la moins bien classée.
| Équipe | Équipe                  | Score | Équipe                     | Équipe | Aller    | Retour   | Belle    |
| ------ | ----------------------- | ----- | -------------------------- | ------ | -------- | -------- | -------- |
| A1     | Pool Getafe             | 2 - 0 | KK Hemofarm Vršac          | B4     | 80* - 60 | 65 - 61* |          |
| A2     | CJM Bourges Basket      | 2 - 1 | GoldZack Wuppertal         | B3     | 58* - 46 | 51 - 57* | 65* - 56 |
| B1     | US Valenciennes Olympic | 2 - 1 | SCP Ružomberok             | A4     | 94* - 81 | 56 - 61* | 75* - 73 |
| B2     | IMOS-Gambrinus Brno     | 0 – 2 | Società Ginnastica Comense | A3     | 67* - 75 | 67 - 74* |          |

### Final Four
Le Final Four se déroule à Bourges (France) et voit s'affronter les quatre vainqueurs des quarts de finale.

#### Tableau
|  | Demi-finales               | Demi-finales               | Demi-finales         | Demi-finales         |                               |             | Finale               | Finale               | Finale               | Finale               |
|  |                            |                            |                      |                      |                               |             |                      |                      |                      |                      |
|  | 7 avril 1998 à 20h30       | 7 avril 1998 à 20h30       | 7 avril 1998 à 20h30 | 7 avril 1998 à 20h30 |                               |             | 9 avril 1998 à 19h00 | 9 avril 1998 à 19h00 | 9 avril 1998 à 19h00 | 9 avril 1998 à 19h00 |
|  | Pool Getafe                | Pool Getafe                | 73                   | 73                   |                               |             | 9 avril 1998 à 19h00 | 9 avril 1998 à 19h00 | 9 avril 1998 à 19h00 | 9 avril 1998 à 19h00 |
|  | Pool Getafe                | Pool Getafe                | 73                   | 73                   |                               |             | 9 avril 1998 à 19h00 | 9 avril 1998 à 19h00 | 9 avril 1998 à 19h00 | 9 avril 1998 à 19h00 |
|  | Società Ginnastica Comense | Società Ginnastica Comense | 69                   | 69                   |                               |             | 9 avril 1998 à 19h00 | 9 avril 1998 à 19h00 | 9 avril 1998 à 19h00 | 9 avril 1998 à 19h00 |
|  | Società Ginnastica Comense | Società Ginnastica Comense | 69                   | 69                   | Pool Getafe                   | Pool Getafe | 64                   | 64                   |                      |                      |
|  | 7 avril 1998 à 18h30       |                            |                      |                      | Pool Getafe                   | Pool Getafe | 64                   | 64                   |                      |                      |
|  |                            |                            | CJM Bourges Basket   | CJM Bourges Basket   | 76                            | 76          |                      |                      |                      |                      |
|  | CJM Bourges Basket         | CJM Bourges Basket         | CJM Bourges Basket   | CJM Bourges Basket   | 76                            | 76          | 69                   | 69                   |                      |                      |
|  | CJM Bourges Basket         | CJM Bourges Basket         |                      |                      |                               |             |                      | 69                   |                      |                      |
|  | US Valenciennes Olympic    | US Valenciennes Olympic    | 48                   | 48                   |                               |             |                      |                      |                      |                      |
|  | US Valenciennes Olympic    | US Valenciennes Olympic    | 48                   | 48                   | Match pour la troisième place |             |                      |                      |                      |                      |
|  |                            |                            |                      |                      |                               |             |                      |                      |                      |                      |
|  | 9 avril 1998 à 16h30       |                            |                      |                      |                               |             |                      |                      |                      |                      |
|  | Società Ginnastica Comense | Società Ginnastica Comense | 74                   | 74                   |                               |             |                      |                      |                      |                      |
|  | Società Ginnastica Comense | Società Ginnastica Comense | 74                   | 74                   |                               |             |                      |                      |                      |                      |
|  | US Valenciennes Olympic    | US Valenciennes Olympic    | 69                   | 69                   |                               |             |                      |                      |                      |                      |
|  | US Valenciennes Olympic    | US Valenciennes Olympic    | 69                   | 69                   |                               |             |                      |                      |                      |                      |

#### Finale
| 9 avril 1998 19h00 CEST | Stats | Pool Getafe                                                 | 64-76                               | CJM Bourges Basket                                                                        |  | Palais des sports du Prado Bourges, France Affluence : 3 500 Arbitres : Krzysztof Koralewski, Nikolaos Pitsilkas |
| 9 avril 1998 19h00 CEST | Stats | Score par mi-temps : 28-36, 36-40                           |                                     |                                                                                           |  | Palais des sports du Prado Bourges, France Affluence : 3 500 Arbitres : Krzysztof Koralewski, Nikolaos Pitsilkas |
| 9 avril 1998 19h00 CEST | Stats | Heike Roth, 18 Heike Roth, 6 Nieves Anula, 3 Heike Roth, 19 | Points Rebonds Passes d. Évaluation | Němcová et Santaniello, 21 Odile Santaniello, 10 Yannick Souvré, 11 Odile Santaniello, 29 |  | Palais des sports du Prado Bourges, France Affluence : 3 500 Arbitres : Krzysztof Koralewski, Nikolaos Pitsilkas |

### Vainqueur
| Vainqueur de l'Euroligue 1997-1998 CJM Bourges Basket 2e victoire |

## Statistiques

### Individuelles

#### Leaders
Les joueuses leaders statistiques en points, rebonds et passes décisives par match sont les suivantes :
| Rang | Joueuse              | Équipe      | PPM  |
| ---- | -------------------- | ----------- | ---- |
| 1    | Jennifer Gillom      | Galatasaray | 21,8 |
| 2    | Sandra Brondello     | Wuppertal   | 19,1 |
| 2    | Marlies Askamp       | Wuppertal   | 19,1 |
| 4    | Eva Nemcová          | Brno        | 18,7 |
| 5    | Isabelle Fijalkowski | Côme        | 18,4 |

| Rang | Joueuse         | Équipe       | RPM  |
| ---- | --------------- | ------------ | ---- |
| 1    | Maria Stepanova | Moscou       | 12,4 |
| 2    | Marlies Askamp  | Wuppertal    | 11,1 |
| 3    | Cindy Brown     | Valenciennes | 9,9  |
| 4    | Janice Braxton  | Parme        | 9,4  |
| 5    | Elena Baranova  | Moscou       | 8,6  |

| Rang | Joueuse           | Équipe       | PPM |
| ---- | ----------------- | ------------ | --- |
| 1    | L. Konovalova     | Moscou       | 5,9 |
| 2    | Danijela Ilić     | Ljubljana    | 5,4 |
| 3    | Audrey Sauret     | Valenciennes | 5,3 |
| 4    | Yannick Souvré    | Bourges      | 4,1 |
| 5    | Svetlana Antipova | Moscou       | 3,6 |

#### Records
Les records statistiques en points, rebonds et passes décisives sur un match pour une joueuse sont les suivants :
| Catégorie        | Joueuse             | Équipe             | Valeur | Match                                                |
| ---------------- | ------------------- | ------------------ | ------ | ---------------------------------------------------- |
| Points           | Maria Stepanova     | CSKA Moscou        | 38     | vs. FTC Diego Budapest (89-67) le 2 octobre 1997     |
| Rebonds          | Marlies Askamp      | GoldZach Wuppertal | 22     | vs. CJM Bourges Basket (56-65) le 12 mars 1998       |
| Passes décisives | Lyudmila Konovalova | CSKA Moscou        | 12     | vs. Sporting Flash Athènes (84-59) le 5 février 1998 |

### Collectives

#### Leaders
Les équipes leaders statistiques en points, rebonds et passes décisives par match sont les suivantes :
| Catégorie        | Équipe                         | Moy. | MJ | Total |
| ---------------- | ------------------------------ | ---- | -- | ----- |
| Points           | IMOS-Gambrinus Žabovřesky Brno | 76,3 | 16 | 1221  |
| Rebonds          | GoldZach Wuppertal             | 32,8 | 17 | 558   |
| Passes décisives | US Valenciennes Olympic        | 15,8 | 19 | 300   |

#### Records
Les records statistiques en points, rebonds et passes décisives sur un match pour une équipe sont les suivants :
| Catégorie        | Équipe                         | Valeur | Match                                                    |
| ---------------- | ------------------------------ | ------ | -------------------------------------------------------- |
| Points           | IMOS-Gambrinus Žabovřesky Brno | 103    | vs. Kozatchka-ZAlK Zaporijjia (103-72) le 7 janvier 1998 |
| Rebonds          | IMOS-Gambrinus Žabovřesky Brno | 47     | vs. Kozatchka-ZAlK Zaporijjia (85-64) le 9 octobre 1997  |
| Passes décisives | US Valenciennes Olympic        | 33     | vs. Kozatchka-ZAlK Zaporijjia (87-66) le 5 novembre 1997 |